# 淡江大学駅
淡江大学駅（たんこうだいがくえき）は、台湾新北市淡水区にある新北捷運淡海軽軌緑山線の駅。駅は淡金路一段と水源街二段の交差点北側に設置され、駅番号はV04。駅名は近隣の淡江大学に由来する。

## 歴史
- 2014年11月23日 - 当駅を含む工区起工[1]。
- 2016年5月13日 - 駅名確定[2]。
- 2018年
  - 4月 - 駅番号変更（G2→V06）[3]。
  - 12月24日 - 開業[4]。

## 駅構造
相対式ホーム2面2線の高架駅。

### 駅階層
| 地上 二階                      |                                                             |                                                            |
| 相対式ホーム、右側のドアが開く |                                                             |                                                            |
| 1番線                          | →緑山線 崁頂方面、藍海線直通 淡水漁人碼頭方面（淡金北新駅） |                                                            |
| 2番線                          | →緑山線 紅樹林方面（淡金鄧公駅）→                           |                                                            |
| 相対式ホーム、右側のドアが開く |                                                             |                                                            |
| 地上 一階                      | 出入口                                                      | 出入口、コンコース、自動券売機、簡易改札機、エスカレーター |

## 利用状況
| 年   | 年間利用客数 | 年間利用客数 | 年間利用客数 | 年間利用客数 | 1日平均 | 1日平均 |
| 年   | 乗車         | 下車         | 乗降計       | 出典         | 乗車    | 乗降    |
| ---- | ------------ | ------------ | ------------ | ------------ | ------- | ------- |
| 2018 | 資料なし     | 資料なし     | 資料なし     | [ 注 2 ]     | -       | -       |
| 2019 | 100,000      | 158,000      | 258,000      | [ 注 3 ]     | 299     | 772     |
| 2020 | 116,000      | 167,000      | 283,000      | [ 7 ]        | 317     | 773     |
| 2021 | 120,000      | 163,000      | 283,000      | [ 8 ]        | 329     | 775     |

## 駅周辺
- 淡江大学淡水キャンパス
- YouBike（新北市公共自転車（中国語版））軽軌淡江大学駅

## 隣の駅
新北捷運
■淡海軽軌緑山線
淡金鄧公駅 (V03) - 淡江大学駅 (V04) - 淡金北新駅 (V05)

### 註釈
1. ↑  ただし各年の『新北市捷運統計年報』では、年間の数値が千人単位での公表であり、1日平均の場合は誤差が出ることを考慮する必要がある。
2. ↑  無料期間
3. ↑  平均は2月1日の有料化後、334日間で算出[6]